# Rodolfo Senet
Rodolfo Eustaquio Senet (San Martín, 29 de marzo de 1872-Buenos Aires, 15 de octubre de 1938) fue un antropólogo y pedagogo argentino. Es considerado como uno de los pioneros de la pedagogía experimental en Argentina.

## Biografía
Senet nació en San Martín, provincia de Buenos Aires. Obtuvo su título de maestro de escuela primaria en la Escuela Normal de Profesores de la Ciudad de Buenos Aires en 1889. Aunque inicialmente intentó seguir una carrera universitaria en matemáticas, al poco tiempo la abandonó para dedicarse de lleno a la enseñanza.

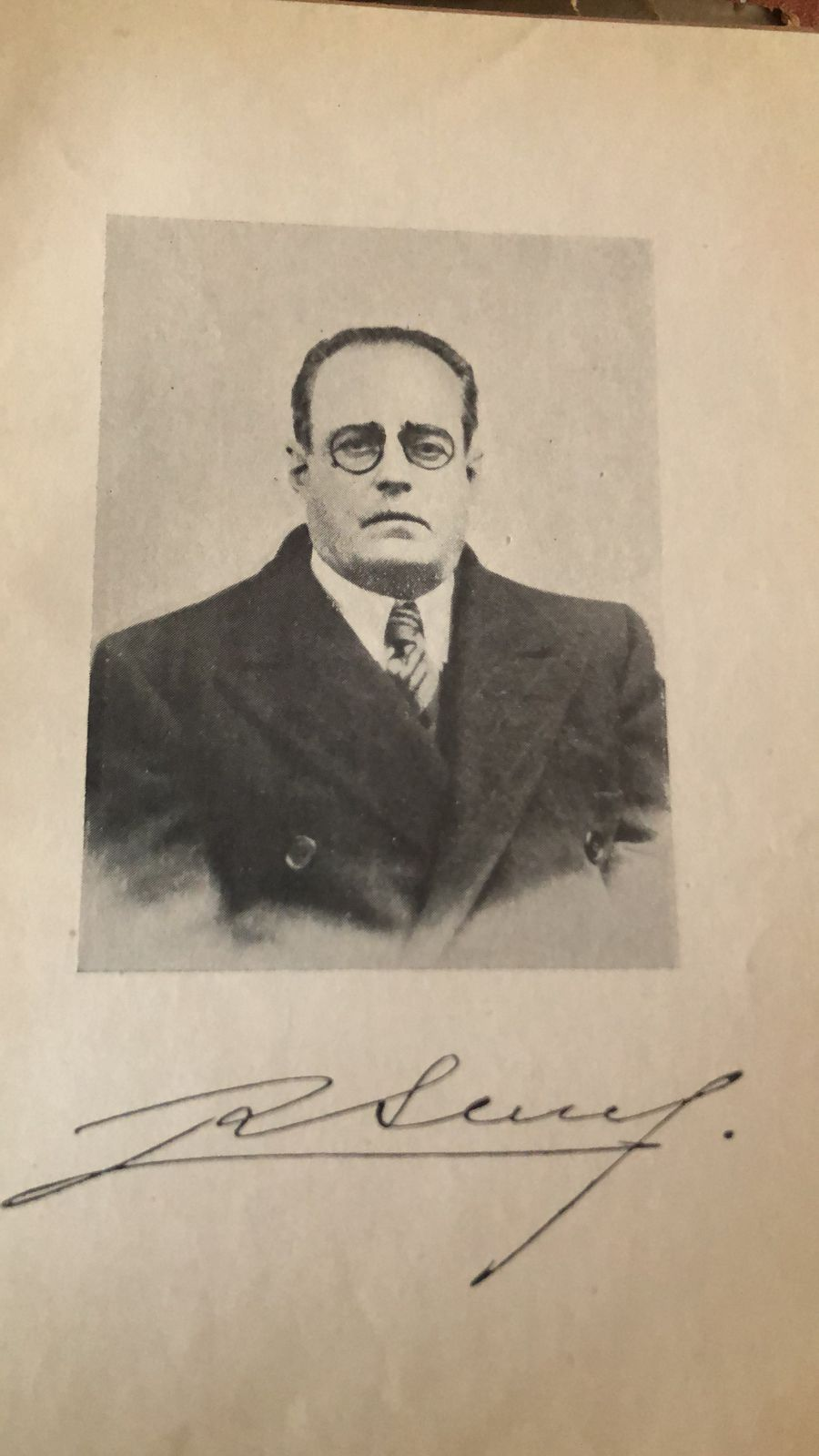
Retrato y firma de Rodolfo Senet.

A la par que se desempeñaba como docente en distintas escuelas normales, como en la Escuela Normal de Dolores —donde fue docente de francés—, escribió diversos trabajos inspirados en la pedagogía experimental. Sus investigaciones académicas llegaron a adherir no solo a promover aquella escuela pedagógica en Argentina, sino también a realizar estudios de campo sobre la psicología de los niños, que, junto con Víctor Mercante, iniciaron los primeros estudios positivistas en el país.
Fue nombrado docente en la Universidad Nacional de la Plata, en las cátedras de Antropología y Psicología Anormal. A la par, se dio clases en la Universidad de Buenos Aires sobre Psicología y Criminología en la década de 1910. Llegó a desempeñarse como Interventor interino de la Universidad Nacional de La Plata.
Senet fue miembro fundador de la entonces Sociedad de Psicología de Buenos Aires, como también en la Sociedad Positivista Argentina. Sus teorías positivistas lo llevaron a sostener que las causas positivistas, inspiradas en la anatomía, acerca de la delincuencia, tal cual predominaban en el siglo XX. Senet llegó a ocupar un sitial en la Academia Nacional de Ciencias de Buenos Aires. En cuanto a su actividad pública, fue Inspector General de Escuelas del Ministerio de Educación de la Nación.
Algunos de sus libros tuvieron una importante influencia en la época, siendo incluso aplicadas por países vecinos como Paraguay. Senet también destacó como periodista habiendo columnas en diarios como La Prensa, o incluso fundado él mismo su diario en Dolores, el que llamó El Nacional en 1902.
Numerosas escuelas en la Argentina, tanto públicas y privadas, llevan su nombre en homenaje. La Academia Nacional de Educación tiene un sitial con su nombre.

## Obras
Su recorrido como escritor fue notable como extenso, logrando analizar profundamente diversas inquietudes dentro de la psicología y pedagogía infantojuvenil, y explorando una gran variedad de temáticas relacionadas al estudio de la pedagogía, la figura autóctona del gaucho argentino, criminología y lenguaje, entre otras.

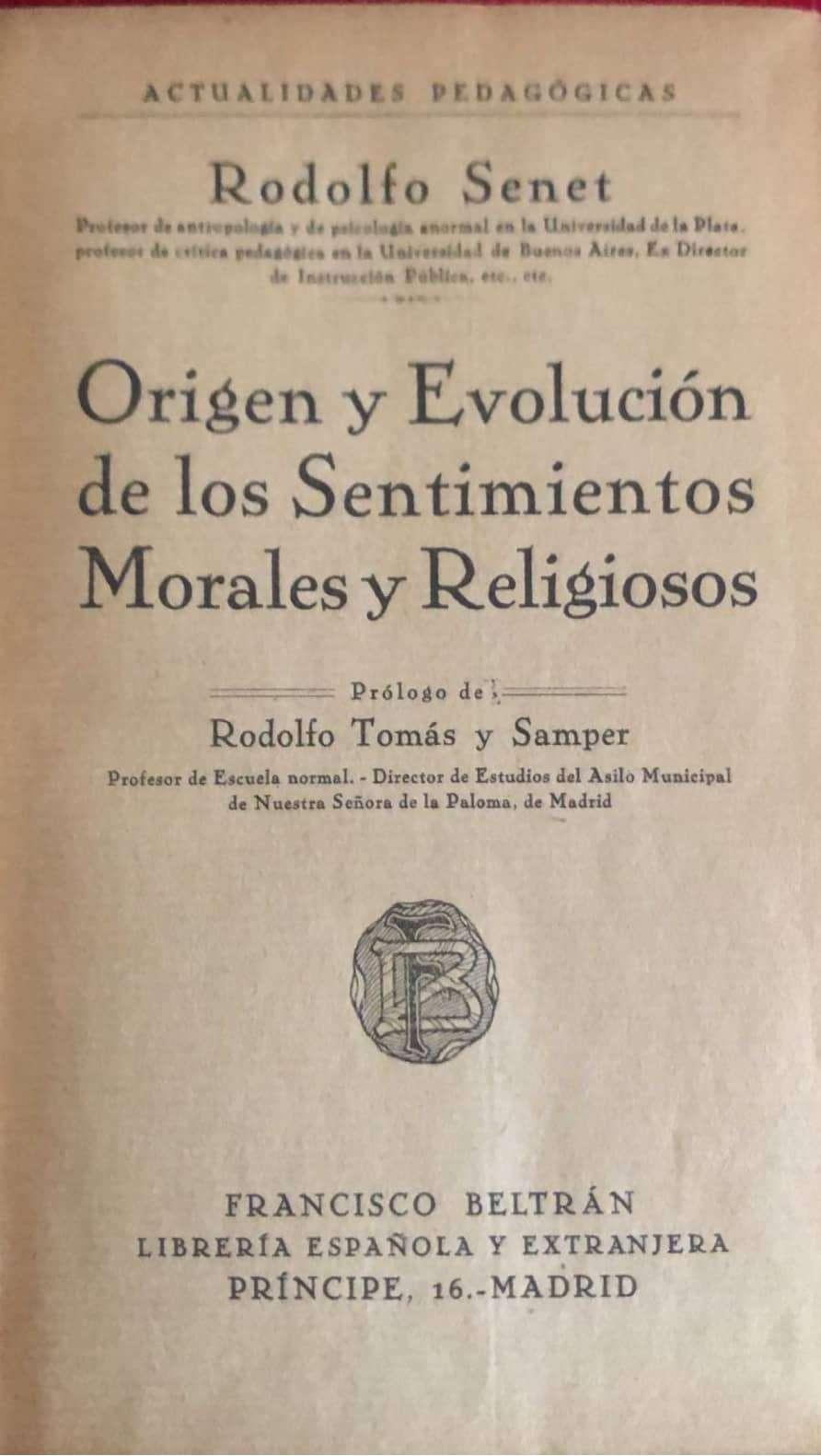
Portada interior de Origen y Evolución de los Sentimientos Morales y Religiosos (ed. Francisco Beltrán, 1925).

Como Vicedirector de la Escuela Normal de Dolores, dio sus primeros pasos en la investigación psicológica, con la publicación en 1901 de su primer libro Evolución y Educación, influido por sus años anteriores de trabajo sobre juventud junto a su colega de la Escuela Mixta de Mercedes, Víctor Mercante. Seguido a este publica L’áge scolaire (1902), escrito en el cuál lleva a cabo un análisis detenido de datos neurológicos, fisiológicos y psicológicos para determinar el momento más favorable para iniciar al niño en la escolaridad, sin pasar por alto criterios morales y sentimentales que envuelven a esta etapa

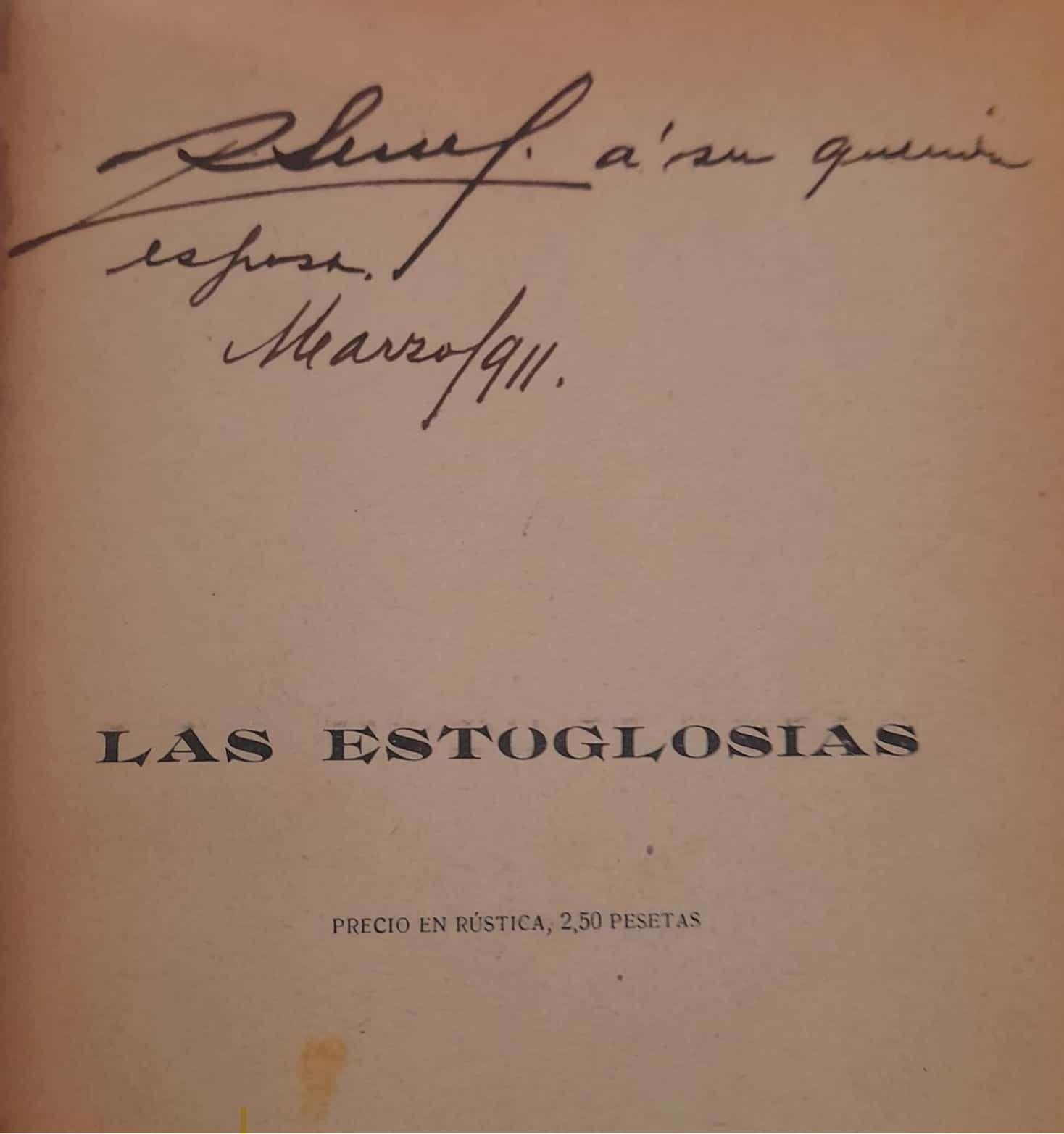
Portada interior de Las Estoglosias, con firma y dedicatoria a su esposa.

En 1905, se trasladó a la ciudad de La Plata para ocupar el cargo de profesor de antropología y psicología anormal en la Sección Pedagógica de la Facultad de Ciencias Jurídicas de la Universidad Nacional de La Plata, dirigida por su amigo Mercante. Allí inició un largo período de intercambio académico con referentes de la psicología pedagógica europea y por más de 20 años, publicó sus investigaciones en la revista Archivos de Pedagogía y Ciencias Afines y en los Archivos de Psiquiatría y Criminología, sobre psicología infantil a la par de numerosos títulos de su autoría como Apuntes de pedagogía (1905), Patología del instinto de conservación (1906), La educación primaria: nociones de psicología y de metodología general (1909), Elementos de psicología infantil, Las estoglosias (1911), Origen y evolución de los sentimientos morales y religiosos (1925) y Educación de los sentimientos estéticos, origen y evolución (1923). En estas publicaciones siguió abocado al estudio de la psiquis infantil y juvenil y la psicología biológica, entre las que destacan Las Estoglosias, donde se adentra en los factores determinantes en el desarrollo del lenguaje verbal en niños, y Educación de los sentimientos estéticos, un estudio del sentimiento de lo bello y sus influencias en las reacciones y relacionamiento de los individuos.
Alejándose de la investigación científica formal, publicó La Derrota del Genio en 1914, novela científica apocalíptica en la que dejó en exposición su poder imaginativo, contando una historia que gira en torno a la experimentación evolutiva y la búsqueda de la inmortalidad, pero que también incluía un fuerte mensaje sobre la desconfianza hacia el establecimiento de nuevas corrientes de pensamiento científico, fiel reflejo del cuestionamiento de las ideas positivistas por parte de la comunidad científica rioplatense a principio de siglo y la dificultad de su institucionalización.

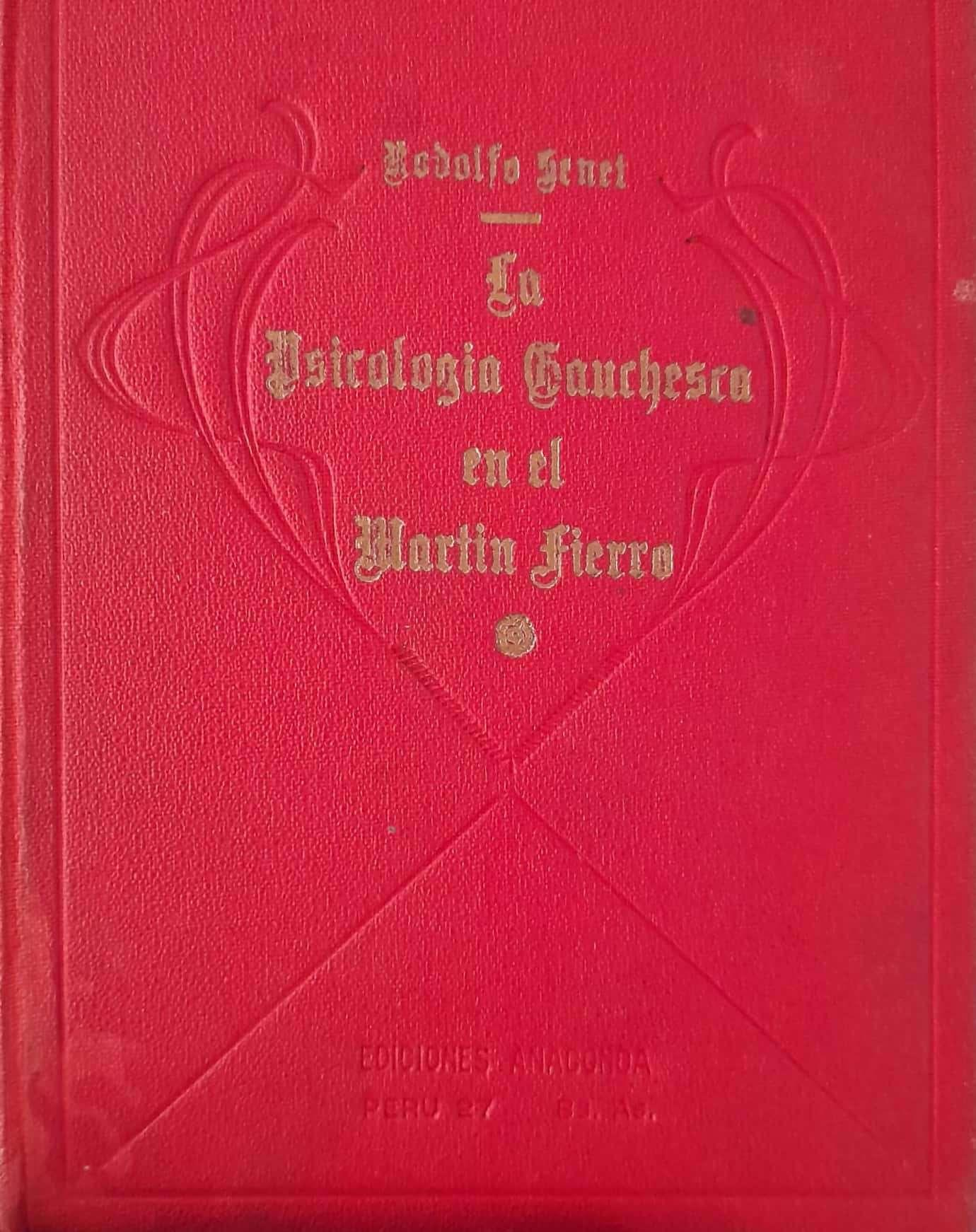
Tapa de La Psicología Gauchesca en el Martín Fierro (1927, versión de tapa dura).

A mediados de la década de 1920, Senet dejó la docencia para enfocarse en temas literarios y ensayísticos relacionados con la identidad, la psicología del gaucho y el uso del lenguaje popular. Un producto de este período fue La Psicología Gauchesca en el Martín Fierro (1927), en el cuál tomó como punto de partida los postulados de Leopoldo Lugones en El Payador (1916), a su vez basado en el Martín Fierro (1872) de José Hernández, “la obra fundante de la épica argentina” en palabras de Lugones. La propuesta de Senet en esa entrega fue una interpretación psicológica individual de la elogiosa figura del gaucho descrita por Lugones, ahondando en las características intelectuales, afectivas, estéticas y emocionales de un personaje marcado por la falta de cultura y baja capacidad de introspección.
Hacia sus últimos años, fue contratado por la Academia Argentina de Letras, con el objetivo de preservar el idioma nacional. En su artículo El falseamiento del castellano en la Argentina y lo que significa en realidad las palabras del lunfardo, publicado en 1938, Senet expuso su teoría sobre el lenguaje popular y las implicaciones delictivas así como el desviamiento al progreso social que representaba la creación de palabras lunfardas. Su aporte literario finaliza con su obra póstuma, Psicología de la adolescencia, de la pubertad y de la juventud (1940), que da cierre a su largo estudio del comportamiento juvenil, analizando sus matices éticos y afectivos.
El nombre de Rodolfo Senet se hizo conocido en la esfera nacional e internacional debido a sus textos de psicología y pedagogía, que contribuyeron a la formación de miles de maestros en la materia.